# Mo Nunn
Morris "Mo" Nunn (Walsall, 27 de septiembre de 1938-18 de julio de 2018) fue un ingeniero y dueño de equipos de automovilismo británico. Fundó y dirigió los equipos Ensign de Fórmula 1 y Mo Nunn Racing de CART e Indy Racing League.

## Biografía
Tuvo sus primeras experiencias como director de equipos en Fórmula 3 Británica. Creó el Ensign N173 para competir en varias carreras de la temporada 1973 de Fórmula 1 con el piloto Rikky von Opel, finalizando las dos primeras. El neerlandés Gijs van Lennep terminó 6° el Gran Premio de Alemania de 1975, siendo los primeros puntos para Ensign-Ford. En 1977 obtuvieron 10 puntos para el Campeonato de Constructores (5 de Patrick Tambay con un Ensign privado).

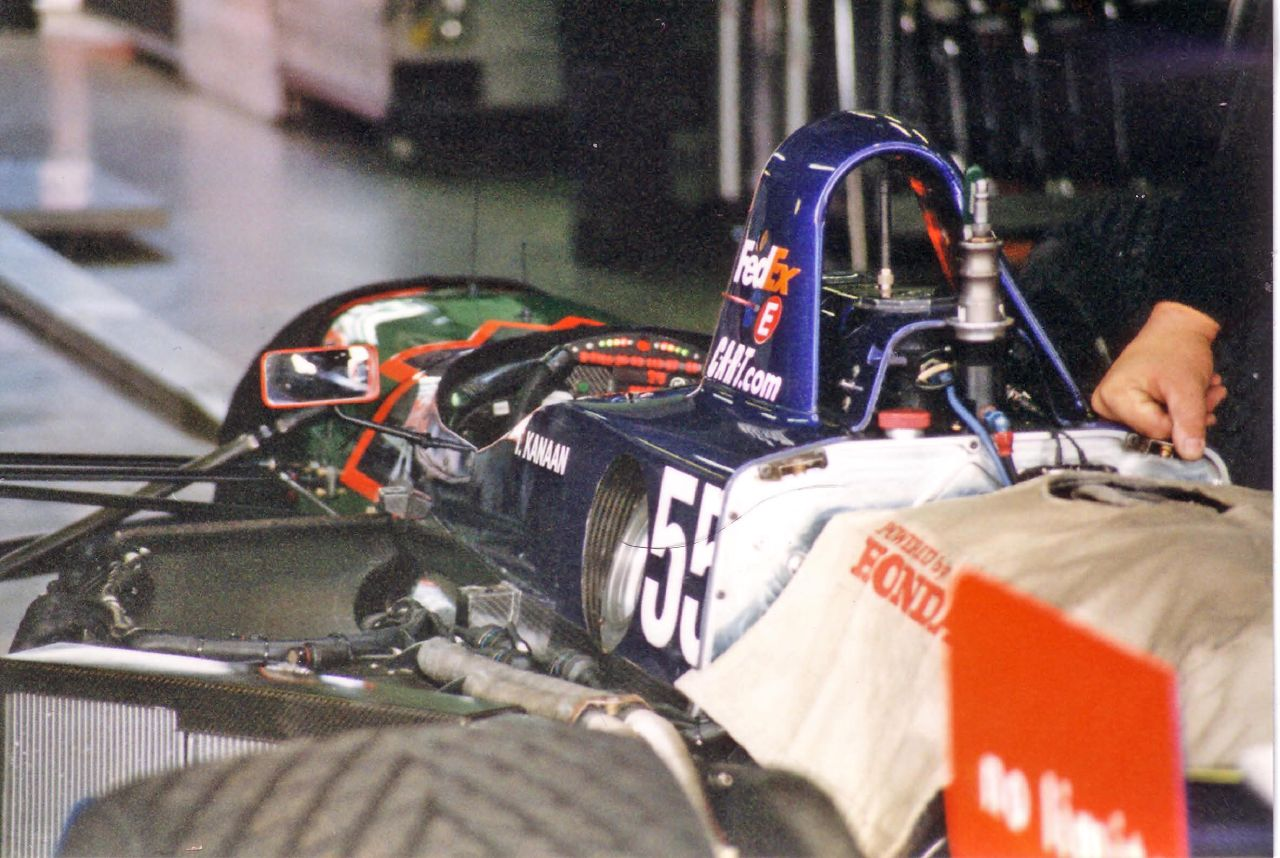
Reynard del Mo Nunn Racing de 2001.

Clay Regazzoni conducía un N180 al momento de tener un grave accidente en el Circuito callejero de Long Beach en 1980, que lo dejó postrado en silla de ruedas. En 1981 sumaron 5 puntos, con un 4° puesto en Brasil por el suizo Marc Surer, pero dejaron el campeonato al finalizar la temporada siguiente para fusionarse con Theodore Racing.
Se unió a Chip Ganassi Racing de CART en mediados de los 90, hasta fundar el equipo Mo Nunn Racing en el año 2000, contratando a Tony Kanaan y a Bryan Herta para la temporada debut.
Al año siguiente reemplazaron a Herta por Alex Zanardi, quien tuvo un accidente en Lausitzring que le causaría la amputación de ambas piernas. En 2002 se unieron a IRL (dejando CART ese año) con el sudamericano Felipe Giaffone, terminando 4° en el campeonato de pilotos con una victoria. Se retiraron del campeonato en 2004.